# Genetic fallacy
Die genetic fallacy, fallacy of origins oder fallacy of virtue (dt. etwa: genetischer Fehlschluss) ist ein Fehlschluss, bei dem von den Ursprungs- und Entstehungsumständen („Genese“) einer Behauptung auf die Wahrheit oder Falschheit geschlossen wird. Begriff und Ausdruck genetic fallacy wurden hierbei in Logic and Scientific Method von Morris Raphael Cohen und Ernest Nagel aus dem Jahr 1934 bekannt. Es handelt sich um einen Sonderfall der Association Fallacy.

## Unterarten
Eine Variante ist das Autoritätsargument, bei dem eine Aussage automatisch als wahr angenommen wird, da sie von einer Autorität stammt. Das bedeutet, dass jedes Autoritätsargument ein genetischer Fehlschluss ist, aber nicht jeder genetische Fehlschluss ein Autoritätsargument.
Auch beim Argumentum ad hominem wird eine These durch das Aufgreifen persönlicher Umstände oder Eigenschaften angegriffen. Insofern entscheidet auch hier der persönliche Ursprung einer These über die Akzeptanz oder Ablehnung einer Aussage.

## Bayessche Ausnahme
Wenn sich die Aussagen einer Quelle sehr häufig als falsch herausstellen, so können die Aussagen dieser Quelle ignoriert werden. Die Zeit, die benötigt wird, um die Aussagen zu falsifizieren, ist anders besser angelegt.